# Alina Armas
Alina Armas (* 10. Dezember 1983 in Ondangwa, Südwestafrika) ist eine namibische Langstreckenläuferin.
2013 gewann Armas die namibische Marathonmeisterschaft im Rahmen des Rössing-Marathons in Swakopmund. Im gleichen Jahr wurde sie bei den Leichtathletik-Weltmeisterschaften in Moskau 25.
Armas nahm an den Olympischen Sommerspielen 2016 in Rio de Janeiro ebenfalls im Marathon teil. Mit einer Laufzeit von 2:44:20 h lief Armas auf den 75. Rang.
2019 beendete Armas ihre Karriere, wurde aber für die Commonwealth Games 2022 wieder nominiert. Dort lief sie im Marathon auf den siebten Rang. Sie gewann am 29. Juli 2023 den Windhoek-Marathon in 2:48:57 Stunden.

## Persönliche Bestzeiten
- 10.000 Meter: 34:15 min, 18. September 2016, Kapstadt
- Halbmarathon: 1:14:54 h, 5. Oktober 2014, Swakopmund
- Marathon: 2:33:09 h, 11. Oktober 2015, Mungyeong